# Pla de l'Estany
El Pla de l'Estany és una comarca situada a la vegueria de les Comarques Gironines a Catalunya, a la plana de l'estany de Banyoles, que limita amb les comarques de la Garrotxa, l'Alt Empordà i el Gironès. Va ser creada l'any 1988 i està composta per onze municipis. Banyoles n'és la capital per raons històriques, econòmiques i demogràfiques.
L'economia de la comarca ha tingut una base agrícola gràcies, en part, a l'abundància d'aigües i a la qualitat dels sòls. La ramaderia, especialitzada en el bestiar boví, el porcí i l'aviram, n'és un bon complement. La indústria continua centrada a Banyoles i s'estén, seguint els eixos de les carreteres, a Girona i a Olot, als municipis de Porqueres, Cornellà del Terri, Palol de Revardit i Serinyà.
El 2024 la comarca tenia 33.478 habitants.

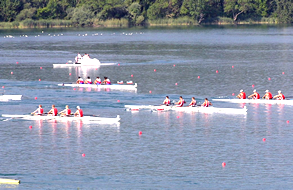
L'estany de Banyoles

| Municipi                 | Habitants |
| ------------------------ | --------- |
| Banyoles                 | 20.492    |
| Camós                    | 718       |
| Cornellà del Terri       | 2.398     |
| Crespià                  | 242       |
| Esponellà                | 468       |
| Fontcoberta              | 1.441     |
| Palol de Revardit        | 470       |
| Porqueres                | 4.717     |
| Sant Miquel de Campmajor | 247       |
| Serinyà                  | 1.163     |
| Vilademuls               | 838       |
| Font: Idescat            |           |

## Natura

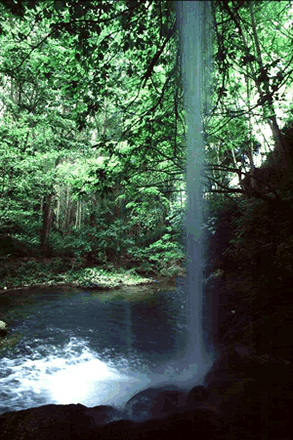
Camós

És un dels entorns naturals més privilegiats i diversos del país. La seva singularitat està clarament lligada a l'aigua: el sistema lacustre, format per un conjunt d'estanyols i presidit per l'estany de Banyoles, n'és el tret d'identitat.
L'entorn natural del Pla de l'Estany també destaca per la diversitat i per la riquesa de la flora i de la fauna.
Existeix una gran varietat d'ocells, especialment al voltant de l'estany, on anualment hivernen més de cent espècies diferents: bernats pescaires, ànecs de coll verd, diversos tipus de gavians, aus rapinyaires... Al Clot d'Espolla, un dels estanyols intermitents, hi ha una espècie de crustaci primitiu molt singular: el triops crancriformis.
Pel que fa a la vegetació, predomina el pi i l'alzina, seguit del roure i el freixe, tot i que també podem trobar el salze, vern i pollancre.

## Història

### Prehistòria
La història del Pla de l'Estany es remunta, a grans trets, a fa uns cinc milions d'anys, quan es va començar a formar el jaciment d'Incarcal (Crespià), a la darreria del Pliocè. S'hi han trobat tot de restes fòssils animals i vegetals en molt bon estat de conservació, motiu que el converteix en un dels més importants de Catalunya. D'aquest jaciment es pot deduir que al final del pliocè era una boscosa i a l'inici del Plistocè tenia un caràcter de sabana, habitat pel famós gran felí amb dents de sabre d'Incarcal, que convivia amb elefants meridionals, hipopòtams, rinoceronts etruscs, cavalls de Stenon, bisons, megacerins i hienes. Aquestes restes es conserven avui dia al Museu Arqueològic de Banyoles, juntament amb totes les restes arqueològiques representatives de la comarca.
Els primers pobladors del Pla de l'Estany van arribar al tombant del Paleolític inferior i el mitjà, fa uns 200.000 anys, provinents d'Europa. Es tractava de l’Homo heidelbergensis o preneandertals, una espècie humana descendent de l'Homo erectus africà que havia emigrat cap a l'Orient mitjà i Europa fa uns 800.000 anys. Se'n conserva una dent procedent de les Coves de Serinyà (Serinyà), un jaciment descobert el 1866 pel pare Catà i format per un conjunt de coves travertíniques situades a les vores del riu Serinyadell. Va ser utilitzat en la prehistòria com a campament de caça propi de la seva societat caçadora-recol·lectora. Durant tot el Paleolític, el clima es caracteritzaria per l'interval de llargs períodes freds i llargs períodes temperats, al qual les diferents espècies humanes s'hi haurien d'adaptar.
Pels volts de fa 100.000 anys, ja en ple paleolític mitjà, aquesta espècie va evolucionar a Homo sapiens neanderthalensis o neandertals, de la qual també se'n conserven restes, sobretot la famosa Mandíbula de Banyoles descoberta el 1887 en una pedrera del pla de la Formiga (Porqueres) per Pere Alsius i Torrent i datada de fa 45.000 anys. També se n'han trobat restes de cultura material de pedra a les Coves de Serinyà i d'altres petits jaciments que daten de fa entre 120.000 i 38.000 anys, aproximadament.
Ara fa uns 40.000 anys va irrompre l'Homo sapiens sapiens, l'única espècie humana avui present sobre la faç de la Terra, que com a espècie invasora substituiria completament els neandertals en aportar noves cultures tecnològiques. Les Coves de Serinyà formen una immensa font de restes materials de les diferents cultures tecnològiques del Paleolític superior en l'àmbit europeu: l'aurinyacià (40.000 - 27.000 BP), el gravetià (27.000 - 20.000 BP), el solutrià (20.000 - 16.000 BP) i el magdalenià (16.000 - 11.000 BP) hi són plenament representades, cultures inscrites encara en la cacera i la recol·lecció amb eines de pedra, d'os i de fusta.

#### Els primers poblats: el poblat neolític de la Draga
Durant el sisè mil·lenni aC, en el neolític antic, els pobladors de la comarca es van sedentaritzar gràcies a l'aparició de l'agricultura, provinent de la Mediterrània oriental, i van fundar el poble lacustre de la Draga en una antiga península ben defensable dels aiguamolls de l'Estany. Aquest jaciment va ser descobert el 1990 per Joan Abad. Gràcies a les propietats conservadores de les aigües de l'Estany de Banyoles s'ha mantingut fins a l'actualitat en un estat excel·lent de conservació. Es van talar i sembrar grans extensions de les planes d'en Martís i d'Usall (entre l'Estany i el Fluvià), en un procés que devia durar segles, i el gra que se n'obtenia es guardava en graners antics dins el poblat mateix, entre la resta de cabanes. S'hi troben les primeres proves comarcals de la domesticació d'animals, amb ramats de bous pels voltants del poble, de porcs a les rouredes properes, i d'ovelles i cabres a la resta del bosc, amb presència de gossos pastors. Les restes dels altres assentaments no s'han conservat tan bé. La Draga ofereix visites guiades cada cap de setmana d'estiu.
El neolític mitjà es divideix en dues fases segons la influència cultural: durant el V mil·lenni aC la primera cultura ceràmica de la comarca denota una major proximitat cultural amb la tradició rossellonesa-empordanesa septentrional, mentre que a la primera meitat del IV mil·lenni aC hi té una major influència la tradició vallesana meridional.
També es conserven restes d'ocupacions temporals neolítiques a les Coves de Serinyà i d'altres coves a la vora del Fluvià. Especialment interessants són les pràctiques funeràries per inhumació detectades en les cavitats més profundes d'aquestes coves, ritual molt estès en el neolític antic català. Ja al Neolític mitjà, aquesta pràctica es duu a terme en fosses, com a la fossa de la fàbrica Agustí (Banyoles), molt ben conservada.

#### Les primeres jerarquies: la Ruta dels Dòlmens
Es conserven nombroses restes del Neolític final-calcolític (3400-2200 aC) a les Coves de Serinyà. Entre els diferents usos, al començament d'aquest període hi trobem tombes col·lectives que mostren un manteniment de les societats igualitàries. Cap al final del període, però, apareixen les tombes individuals, caracteritzades per un aixovar de luxe propi de la jerarquització social. L'element més característic d'aquest aixovar de luxe eren els vasos campaniformes, una cultura ceràmica europea molt variada regionalment que aquí s'inscrivia dins la variant pirinenca.
En aquest últim estadi, més enllà de les coves, el principal format funerari eren les galeries catalanes, unes construccions de dolmen escampades en punts elevats i oberts derivades dels sepulcres de corredor. Les dues galeries catalanes conservades al Pla de l'Estany són el Dolmen de les Closes a les Closes (Porqueres), descobert el 1954 per Miquel Frigola i Mn. Lluís Blanch, i el Dolmen del Turó de Sant Dalmau (Palol de Revardit), descobert el 1974 per Erundino Sanz. Dins seu s'hi han trobat restes humanes inhumades de diversos individus, restes ceràmiques campaniformes pirinenques i restes d'ases provinents d'orient, els quals conformaven una altra ofrena de luxe a part de denotar la intensitat del comerç mediterrani. Tots dos monuments han estat molt ben restaurats i senyalitzats per diferents institucions comarcals, una molt bona opció per a fer una agradable caminada des de Banyoles.

#### L'Edat de Bronze: la Volta del Pla de Martís
Les restes l'edat de bronze antic i mitjà (2200-1100 aC) es concentren sobretot a les Coves de Martís (Esponellà), descobertes a mitjans dels anys 50 pel pare Josep Maria Ventura i J. M. Corominas, i a les Coves de Serinyà, que van continuar tenint principalment un ús funerari col·lectiu per inhumació, tot i servir també com a refugi ramader en algun cas (principal activitat de l'època) o, en el bronze recent (1300-1100 aC), com a cova funerària individual per inhumació. El Dolmen del Turó de Sant Dalmau també es va reutilitzar per a enterraments individuals per inhumació. Les restes conservades mostren una clara influència des del Roine i el nord d'Itàlia, com és el cas únic a Catalunya d'una tassa carenada amb nansa ad ascia, que precisament formava part d'un aixovar individual a causa de la seva vàlua i denota la millora de la qualitat ceràmica. D'altra banda es produeix la introducció gradual del metall, en concret del bronze, el coure i l'estany, que van esdevenir la moneda de canvi europea més comuna. Gràcies a les armes de bronze es produeix un increment de la jerarquització social i l'aparició dels primers soldats professionals. Al bronze final (1100-700 aC) s'introdueix el ritual funerari per incineració dins el context europeu dels Camps d'Urnes.
Actualment es poden visitar aquestes coves seguint la Ruta del Pla de Martís, una volta a aquesta plana des de Banyoles, passant per Melianta i Esponellà fins al riu Fluvià (on se situen les coves), i tornant per Serinyà i Usall. Una ruta de baixa dificultat i amb unes vistes panoràmiques insuperables enmig dels camps.

## Patrimoni cultural
El pas del temps ha deixat a la comarca un llegat històric i cultural impressionant. El Parc de les coves prehistòriques de Serinyà, el Parc Neolític de la Draga (a Banyoles) i la vil·la romana de Vilauba (a Camós) són jaciments arqueològics de gran importància, que poden ajudar-te a entendre la vida dels primers pobladors d'aquest territori.
Tampoc no podem oblidar la presència del romànic, representat en gairebé una seixantena d'esglésies i ermites, així com en castells, cases fortes i masies de gran valor arquitectònic i històric. Poden trobar-se en qualsevol dels onze municipis de la comarca.

## Fires, festes i gastronomia
La comarca presenta una gran diversitat pel que fa a fires, a festes i a esdeveniments de caràcter gastronòmic. És important la producció de xocolata. Val la pena destacar la Fira de Sant Martirià a Banyoles, la Fira de la Mel de Crespià o el Ball del Cornut a Cornellà del Terri.

## Climatologia
El clima del Pla de l'Estany és Mediterrani de tipus prelitoral nord. És una comarca plujosa, amb valors mitjans anuals que augmenten progressivament dels 700 mm als 900 mm a mesura que ens aproximem a la Garrotxa. Les estacions plujoses són les equinoccials, mentre que l'estació seca és l'hivern a la banda més propera a la Garrotxa i l'estiu al sector més oriental. De fet, els estius són calorosos, amb mitjanes d'uns 23 °C a 24 °C, i els hiverns freds, al voltant dels 7 °C, comportant una amplitud tèrmica anual moderada. No hi sol glaçar entre el maig i l'octubre.

## Demografia

Mapa dels municipis de la comarca segons les alcaldies obtingudes segons les eleccions municipals de 2019.

| 1497 f | 1515 f | 1553 f | 1717  | 1787  | 1857   | 1877   | 1887   | 1900   | 1910   |
| ------ | ------ | ------ | ----- | ----- | ------ | ------ | ------ | ------ | ------ |
| 814    | 730    | 971    | 1.616 | 4.386 | 11.330 | 11.727 | 14.064 | 16.783 | 19.130 |

| 1920   | 1930   | 1940   | 1950   | 1960   | 1970   | 1981   | 1990   | 1992   | 1994   |
| ------ | ------ | ------ | ------ | ------ | ------ | ------ | ------ | ------ | ------ |
| 23.558 | 23.505 | 23.015 | 24.741 | 26.565 | 28.078 | 28.445 | 22.592 | 22.991 | 22.991 |

| 1996   | 1998   | 2000   | 2002   | 2004   | 2006   | 2008   | 2010   | 2012   | 2014   |
| ------ | ------ | ------ | ------ | ------ | ------ | ------ | ------ | ------ | ------ |
| 23.833 | 24.397 | 25.130 | 26.114 | 27.141 | 28.557 | 29.645 | 30.660 | 31.463 | 31.554 |

| 2016   | 2018   | 2020 | 2022 | 2024   | 2026 | 2028 | 2030 | 2032 | 2034 |
| ------ | ------ | ---- | ---- | ------ | ---- | ---- | ---- | ---- | ---- |
| 31.561 | 32.006 | -    | -    | 33.478 | -    | -    | -    | -    | -    |

| ERC-AM |
| JxCAT  |
| ------ |